# دهستان گرمه شمالی
دهستان گرمه شمالی یکی از دهستان‌های استان آذربایجان شرقی است که در بخش کندوان شهرستان میانه واقع شده‌است.این روستا یکی از خوش آب وهوا ترین روستاهای شهرستان میانه میباشد که در کوهپایه های رشته کوه بزگوش واقع شده است این روستا دارای ۱۳۰خانوار میباشد که به کار دامداری و کشاورزی مشغول میباشند از محصولات این روستا میتوان به سیب زردآلو گردو و..... اشاره کرد